# Park Kang-jo
Park Kang-jo ((박강조?, 朴康造?); Amagasaki, 24 gennaio 1980) è un allenatore di calcio ed ex calciatore sudcoreano di ruolo centrocampista, tecnico dell'Atletico Suzuka.

## Carriera
Nato in Giappone ma originario della Corea del Sud, Park Kang-jo ha militato con i nipponici del Kyoto Purple Sanga e del Vissel Kobe e con i sudcoreani del Seongnam.
Ha partecipato al torneo di calcio della XXVII Olimpiade.